# Marsupella profunda
Marsupella profunda Lindb. é uma espécie de hepáticas folhosas pertencente à família das Gymnomitriaceae. A espécie é um endemismo europeu, com raras ocorrências na Grã-Bretanha (Cornualha), Canárias, Portugal, Madeira e Açores, encontrando-se em risco de extinção. A espécie é muito rara na Grã-Bretanha.

## Descrição
M. profunda é uma espécie saxícola que apenas ocorrem em locais expostos (barreiras, faces rochosas em desagregação, fendas de rochas), mas húmidos ou sombrios. Forma pequenos tufos castanhos que suportam mal a competição com espécies da flora vascular. Não se reproduz assexuadamente.
Prefere habitats com substrato micáceo ou argiloso quase planos ou com ligeira inclinação, em especial sobre rochas ígneas cuja superfície esteja degradada pelo processo de argilificação. Parece ser uma espécie pioneira, com as maiores populações em comunidades que se encontram nos estádios iniciais de colonização por outros briófitos e com pouca presença de plantas vasculares.